# Paljarahu
Paljarahu (ros. Пальяраху) – estońska wyspa na Morzu Bałtyckim, na obszarze cieśniny Väinameri, u zachodnich wybrzeży kraju, na północny zachód od wyspy Tagarahu oraz na południe od wyspy Mustarahu.
Zajmuje powierzchnię ok. 2,737 ha. Obwód wyspy wynosi ok. 887 m. Administracyjnie znajduje się w prowincji Läänemaa, w gminie Ridala. W całości stanowi obszar chroniony.